# Антоний (Черновский)
Митропролит Антоний Путняну-Черновский (ум. 1 (12) января 1748, Белгород) — епископ Русской православной церкви, митрополит Белгородский и Обоянский.

## Биография
Происходил из Черновцов и приходился племянником иеродиакону Путнянского монастыря Афанасию (Захаровскому). Монашеский постриг он принял так же, как и его дядя, в Монастыре Путна, в историю Молдавии Антоний вошёл под прозвищем Путняну. В Путнянской обители он стал иеродиаконом и иеромонахом. Впоследствии Антоний из Путны перешёл в скит Гореча возле Черновцов, где был монахом его отец.
В 1728 году иеромонах Антоний был рукоположен во епископа Рэдэуцкого. Осенью 1729 года после смерти владыки Георгия стал митрополитом Молдавским.
Во время русско-турецкой войны (1735—1739) оказывал услуги русскому правительству, в 1739 году вместе с армией генерал-фельдмаршала Б. К. Миниха покинул Молдавию и поселился в России.
Указом от 29 мая 1740 года, вопреки определению Святейшего Синода о недопущении иностранцев на архиерейские кафедры, назначен первоначально на Черниговскую кафедру.
По приезде в епархию в киевской типографии 400 антиминсов (200 на атласе и 200 на швабском полотне), которые и стал раздавать во все церкви епархии, взимая по 4 рубля за каждый антиминс. Это возбудило крайний ропот в духовенстве и жалобы в Св. Синод. Антоний оправдывался тем, что «он человек иностранный и не знающий великороссийских обычаев. В молдавской же земле есть обыкновение, что когда определен бывает в какую епархию новый архиерей, то от него новые антиминсы раздаются во все церкви».
В 1742 году он просил дозволения участвовать в коронации Елизаветы Петровны, что ему и было разрешено. Из Москвы он не возвратился в Чернигов, так как 6 сентября 1742 года в результате скандальной истории с антиминсами митрополит Антоний был переведён в Белгородскую епархию.
За шестилетний период управления этой епархией оставил о себе недобрую славу. В период управления Белгородской епархией митрополитом Антонием последняя находилась в печальном состоянии.
Основным стремлением его было — пополнение архиерейской казны, причём он не делал различия между имуществом архиерейского дома и своим собственным, пользовался и государственной казной для личных нужд.
Поездки митрополита по епархии отличались излишними затратами и поборами с духовенства.
На митрополита писали жалобы в Святейший Синод. В них говорилось об административных злоупотреблениях — взимании денег за поставление священнослужителей и церковнослужителей и назначение на административные должности, а также о безнравственном поведении его в личной жизни.
Зная о существовании жалоб, митрополит Антоний, в качестве оправдания, сам писал в Святейший Синод, ссылаясь на своё иностранное происхождение и незнание русских порядков, и просил защитить его от якобы злонамеренных людей.
Святейший Синод по некоторым пунктам полученных жалоб потребовал объяснения от митрополита.
Дело это не было закончено в связи со смертью митрополита, последовавшей 1 января 1748 года.
Иоасаф (Горленко), преемник Антония, в своём донесении в Синод сообщал, что застал архиерейскую ризницу в крайней скудости и ветхости, между тем среди имущества Антония было обнаружено 2 тысяч иностранных червонцев, 580 рублей и 338 драгоценных камней.